# 阿魯伊斯冰川
70°39′S 162°9′E / 70.650°S 162.150°E
阿魯伊斯冰川（英語：Arruiz Glacier）是南極洲的冰川，位於維多利亞地的彭內爾海岸，處於鮑爾斯山脈的登山家山脈，發源自斯塔尼克斯峰，最終在弗羅洛夫嶺以北注入雷尼克冰川。